# Thể thao điện tử tại Đại hội Thể thao Đông Nam Á 2019 - Giải đấu Liên Quân Mobile
Tại Đại hội thể thao Đông Nam Á 2019, thể thao điện tử (eSports) sẽ lần đầu tiên trở thành một môn thi đấu chính thức (tính huy chương), theo sự phê chuẩn của Ủy ban Olympic Quốc tế. Môn này được tổ chức tại Trung tâm Filoil Flying V (San Juan, Manila) với 6 nội dung thi đấu được công nhận bởi Liên đoàn Thể thao điện tử châu Á, với Liên Quân Mobile là một trong số đó. Có 8 quốc gia tham dự môn thể thao điện tử, bao gồm: Philippines (chủ nhà), Việt Nam, Thái Lan, Indonesia, Malaysia, Myanmar, Lào và Singapore.

## Vòng loại
Tại mỗi nước có tham gia, một vòng loại quốc gia được tổ chức để lựa chọn một đội tuyển quốc gia tham dự SEA Games. Vòng loại tại Việt Nam diễn ra trong 2 ngày 17 và 18 tháng 8 năm 2019. Dưới đây là danh sách các đội vượt qua vòng loại để góp mặt tại SEA Games.
| Quốc gia    | Đội đại diện |
| ----------- | ------------ |
| Philippines | PHI          |
| Việt Nam    | VIE          |
| Thái Lan    | THA          |
| Indonesia   | INA          |
| Malaysia    | MAS          |
| Lào         | LAO          |
| Singapore   | SGP          |
| Myanmar     | MYA          |

## Thể lệ

### Thể lệ chung
- Tất cả các trận đấu sẽ áp dụng luật cấm - chọn quốc tế.

### Vòng bảng
- 8 đội được chia thành 2 bảng, đấu theo thể thức Bo2 vòng tròn 1 lượt tính điểm.
  - Đội thắng 2-0 sẽ được 3 điểm
  - Hòa 1-1, mỗi đội có 1 điểm
  - Đội thua 0-2 sẽ không có điểm.
- 2 đội đầu bảng sẽ được tham dự vòng đấu loại trực tiếp. Trong trường hợp sau lượt đấu cuối cùng mà có 2 đội cạnh tranh ngôi nhất bảng bằng điểm nhau thì sẽ tổ chức 1 trận tiebreak để phân định thứ hạng.

### Vòng đấu loại trực tiếp
- 4 đội (2 đội đứng đầu 2 bảng) thi đấu theo thể thức loại trực tiếp hai nhánh (nhánh thắng - thua).
- Các trận đấu sẽ là Bo3, riêng trận chung kết tổng sẽ là Bo5.

## Vòng bảng
Vòng bảng diễn ra vào ngày 7 tháng 12 năm 2019. 
| Việt Nam    | 2-0 | Philippines | 9:30  |
| Thái Lan    | 2-0 | Myanmar     | 11:40 |
| Thái Lan    | 1-1 | Việt Nam    | 13:15 |
| Philippines | 2-0 | Myanmar     | 13:15 |
| Philippines | 0-2 | Thái Lan    | 15:00 |
| Việt Nam    | 2-0 | Myanmar     | 15:00 |

| VT | Đội tuyển   | Thắng-Hòa-Thua | Hiệu số | Điểm | Điểm tie-break |
| -- | ----------- | -------------- | ------- | ---- | -------------- |
| 1  | Thái Lan    | 2-1-0          | 5-1     | 7    | 1              |
| 2  | Việt Nam    | 2-1-0          | 5-1     | 7    | 0              |
| 3  | Philippines | 1-0-2          | 2-4     | 3    |                |
| 4  | Myanmar     | 0-0-3          | 0-6     | 0    |                |

| Việt Nam | 0-1 | Thái Lan | Thái Lan |

| Indonesia | 2-0 | Singapore | 9:30  |
| Malaysia  | 1-1 | Lào       | 9:30  |
| Indonesia | 1-1 | Lào       | 11:15 |
| Singapore | 0-2 | Malaysia  | 11:15 |
| Lào       | 2-0 | Singapore | 13:00 |
| Indonesia | 1-1 | Malaysia  | 13:00 |

| VT | Đội tuyển | Thắng-Hòa-Thua | Tổng tỉ số | Điểm | Điểm tie-break |
| -- | --------- | -------------- | ---------- | ---- | -------------- |
| 1  | Indonesia | 1-2-0          | 4-2        | 5    | +2             |
| 2  | Malaysia  | 1-2-0          | 4-2        | 5    | 0              |
| 3  | Lào       | 1-2-0          | 4-2        | 5    | -2             |
| 4  | Singapore | 0-0-3          | 0-6        | -6   |                |

| Indonesia | 1-0 | Lào      |
| Indonesia | 1-0 | Malaysia |
| Lào       | 0-1 | Malaysia |

## Vòng đấu loại trực tiếp
|  | Chung kết nhánh thắng Bán kết nhánh thua | Chung kết nhánh thắng Bán kết nhánh thua | Chung kết nhánh thắng Bán kết nhánh thua |   |  | Chung kết nhánh thua (Đội thua giành huy chương đồng) | Chung kết nhánh thua (Đội thua giành huy chương đồng) | Chung kết nhánh thua (Đội thua giành huy chương đồng) |  |    | Chung kết tổng (tranh huy chương vàng, bạc) | Chung kết tổng (tranh huy chương vàng, bạc) | Chung kết tổng (tranh huy chương vàng, bạc) |
|  |                                          |                                          |                                          |   |  |                                                       |                                                       |                                                       |  |    |                                             |                                             |                                             |
|  | A1                                       | Thái Lan                                 | 1                                        |   |  |                                                       |                                                       |                                                       |  |    |                                             |                                             |                                             |
|  | B1                                       | Indonesia                                | 2                                        |   |  |                                                       |                                                       |                                                       |  |    | B1                                          | Indonesia                                   | 0                                           |
|  |                                          |                                          |                                          |   |  | A1                                                    | Thái Lan                                              | 2                                                     |  | A2 | Thái Lan                                    | 3                                           |                                             |
|  |                                          | A2                                       | Việt Nam                                 | 0 |  |                                                       |                                                       |                                                       |  |    |                                             |                                             |                                             |
|  | A2                                       | Việt Nam                                 | 2                                        |   |  |                                                       |                                                       |                                                       |  |    |                                             |                                             |                                             |
|  | B2                                       | Malaysia                                 | 1                                        |   |  |                                                       |                                                       |                                                       |  |    |                                             |                                             |                                             |